# SM-veckan 2009 (sommar)
SM-veckan sommar 2009 avgjordes i Malmö och var den första sommarupplagan av SM-veckan. Tävlingarna gick av stapeln mellan 28 juli och 3 augusti 2009 och arrangerandes av Riksidrottsförbundet (RF), Sveriges Television (SVT) och Malmö stad. Elva sporter fanns med på programmet i premiärupplagan. De flesta tävlingar avgjordes runt Stadionområdet och Ribban, bland annat friidrotten som avgjordes på Malmö Stadion.

## Sporter
| - Bågskytte - Casting - Dragkamp - Friidrott - Frisbee - Hängflyg | - Kanotpolo - Modellflyg - Segling - Skytte - Squash |

## Resultat

### Dragkamp
| Gren          | Guld              | Guld              | Silver            | Silver            | Brons           | Brons           |
| ------------- | ----------------- | ----------------- | ----------------- | ----------------- | --------------- | --------------- |
| Herrar 560 kg | Hovmantorps DK 1  | Hovmantorps DK 1  | Björke/Ydre       | Björke/Ydre       | Stenungsunds DK | Stenungsunds DK |
| Herrar 600 kg | Björke/Ydre       | Björke/Ydre       | Hovmantorps DK 1  | Hovmantorps DK 1  | Vedum/Floda     | Vedum/Floda     |
| Herrar 640 kg | Björke/Ydre       | Björke/Ydre       | Wallby DK         | Wallby DK         | Heds IF         | Heds IF         |
| Herrar 680 kg | Wallby DK         | Wallby DK         | Heds IF           | Heds IF           | Björke/Ydre     | Björke/Ydre     |
| Herrar 720 kg | Stenungsunds DK 1 | Stenungsunds DK 1 | Björke/Ydre       | Björke/Ydre       | Brunnsbergs IF  | Brunnsbergs IF  |
| Damer 500 kg  | Löftadalens DK    | Löftadalens DK    | Stenungsunds DK 1 | Stenungsunds DK 1 | Mölndals DK     | Mölndals DK     |
| Damer 520 kg  | Löftadalens DK    | Löftadalens DK    | Stenungsunds DK   | Stenungsunds DK   | Brunnsbergs IF  | Brunnsbergs IF  |
| Damer 560 kg  | Löftadalens DK    | Löftadalens DK    | Brunnsbergs IF    | Brunnsbergs IF    | Stenungsunds DK | Stenungsunds DK |
| Mixed 560 kg  | Löftdalens DK     | Löftdalens DK     | Stenungsunds DK 1 | Stenungsunds DK 1 | Björke/Ydre 2   | Björke/Ydre 2   |

### Friidrott
| Gren                    | Guld                             | Guld                             | Silver                          | Silver                          | Brons                            | Brons                            |
| ----------------------- | -------------------------------- | -------------------------------- | ------------------------------- | ------------------------------- | -------------------------------- | -------------------------------- |
| Herrarnas 100 m         | Stefan Tärnhuvud Sundsvalls FI   | Stefan Tärnhuvud Sundsvalls FI   | Oskar Åberg Solna FK            | Oskar Åberg Solna FK            | Daniel Persson Malmö AI          | Daniel Persson Malmö AI          |
| Herrarnas 200 m         | Johan Wissman IFK Helsingborg    | Johan Wissman IFK Helsingborg    | Nil de Oliviera Turebergs FK    | Nil de Oliviera Turebergs FK    | Oskar Åberg Solna FK             | Oskar Åberg Solna FK             |
| Herrarnas 400 m         | Nil de Oliviera Turebergs FK     | Nil de Oliviera Turebergs FK     | Fredrik Johansson IF Göta       | Fredrik Johansson IF Göta       | Alexander Nordkvist Huddinge AIS | Alexander Nordkvist Huddinge AIS |
| Herrarnas 800 m         | Mattias Claesson Hässelby SK     | Mattias Claesson Hässelby SK     | Joni Jaako GoIF Tjalve          | Joni Jaako GoIF Tjalve          | Thobias Ekhamre Hammarby IF      | Thobias Ekhamre Hammarby IF      |
| Herrarnas 1500 m        | Rizak Dirshe Malmö AI            | Rizak Dirshe Malmö AI            | Olle Walleräng Spårvägens FK    | Olle Walleräng Spårvägens FK    | Johan Walldén Gefle IF           | Johan Walldén Gefle IF           |
| Herrarnas 5000 m        | Olle Walleräng Spårvägens FK     | Olle Walleräng Spårvägens FK     | Johan Wallerstein IFK Lund      | Johan Wallerstein IFK Lund      | Henrik Skoog Spårvägens FK       | Henrik Skoog Spårvägens FK       |
| Herrarnas 10 000 m      | Adil Bouafif Hässelby SK         | Adil Bouafif Hässelby SK         | Oskar Käck Hälle IF             | Oskar Käck Hälle IF             | Fredrik Uhrbom Spårvägens FK     | Fredrik Uhrbom Spårvägens FK     |
| Herrarnas 110 m häck    | Philip Nossmy Malmö AI           | Philip Nossmy Malmö AI           | Robert Kronberg IF Kville       | Robert Kronberg IF Kville       | Josua Gustafsson Ullevi FK       | Josua Gustafsson Ullevi FK       |
| Herrarnas 400 m häck    | Thomas Nikitin Spårvägens FK     | Thomas Nikitin Spårvägens FK     | Niklas Larsson Hässelby SK      | Niklas Larsson Hässelby SK      | Henrik Encke Hässelby SK         | Henrik Encke Hässelby SK         |
| Herrarnas 3000 m hinder | Per Jacobsen IF Göta             | Per Jacobsen IF Göta             | Daniel Lundgren Turebergs FK    | Daniel Lundgren Turebergs FK    | Fredrik Johansson IFK Växjö      | Fredrik Johansson IFK Växjö      |
| Herrarnas höjdhopp      | Mehdi Alkhatib SoIK Hellas       | Mehdi Alkhatib SoIK Hellas       | Erik Sundlöf Glanshammars IF    | Erik Sundlöf Glanshammars IF    | Carl Rönnow SC Athletique        | Carl Rönnow SC Athletique        |
| Herrarnas längdhopp     | Michel Tornéus Hammarby IF       | Michel Tornéus Hammarby IF       | David Frykholm IF Göta          | David Frykholm IF Göta          | Mattias Sunneborn Spårvägens FK  | Mattias Sunneborn Spårvägens FK  |
| Herrarnas tresteg       | Christian Olsson Örgryte IS      | Christian Olsson Örgryte IS      | Andreas Otterling KFUM Örebro   | Andreas Otterling KFUM Örebro   | Daniel Falk IK Lerum FI          | Daniel Falk IK Lerum FI          |
| Herrarnas kula          | Niklas Arrhenius Spårvägens FK   | Niklas Arrhenius Spårvägens FK   | Robert Melin Bottnaryds IF      | Robert Melin Bottnaryds IF      | Mats Olsson Järvsö IF            | Mats Olsson Järvsö IF            |
| Herrarnas diskus        | Per Rosell Ullevi FK             | Per Rosell Ullevi FK             | Ulf Ankarling IF Göta           | Ulf Ankarling IF Göta           | Staffan Jönsson Hässelby SK      | Staffan Jönsson Hässelby SK      |
| Herrarnas slägga        | Mattias Jons Hässelby SK         | Mattias Jons Hässelby SK         | Stefan Kvist Alvesta FI         | Stefan Kvist Alvesta FI         | Daniel Nyman IFK Växjö           | Daniel Nyman IFK Växjö           |
| Herrarnas spjut         | Daniel Ragnvaldsson IFK Umeå     | Daniel Ragnvaldsson IFK Umeå     | Gabriel Wallin Södertälje IF    | Gabriel Wallin Södertälje IF    | Jonas Lohse Mölndals AIK         | Jonas Lohse Mölndals AIK         |
| Damernas 100 m          | Lena Berntsson Ullevi FK         | Lena Berntsson Ullevi FK         | Emma Rienas IF Göta             | Emma Rienas IF Göta             | Julia Skugge Glanshammars IF     | Julia Skugge Glanshammars IF     |
| Damernas 200 m          | Lena Berntsson Ullevi FK         | Lena Berntsson Ullevi FK         | Moa Hjelmer Spårvägens FK       | Moa Hjelmer Spårvägens FK       | Mathilda Hultgren IK Ymer        | Mathilda Hultgren IK Ymer        |
| Damernas 400 m          | Rebecca Högberg KFUM Örebro      | Rebecca Högberg KFUM Örebro      | Sandra Wagner KFUM Örebro       | Sandra Wagner KFUM Örebro       | Stine Tomb Hammarby IF           | Stine Tomb Hammarby IF           |
| Damernas 800 m          | Charlotte Schönbeck IFK Lidingö  | Charlotte Schönbeck IFK Lidingö  | Sofia Öberg IFK Lidingö         | Sofia Öberg IFK Lidingö         | Lovisa Lindh Ullevi FK           | Lovisa Lindh Ullevi FK           |
| Damernas 1500 m         | Charlotte Schönbeck IFK Lidingö  | Charlotte Schönbeck IFK Lidingö  | Lisa Blommé Hässelby SK         | Lisa Blommé Hässelby SK         | Charlotta Fougberg Ullevi FK     | Charlotta Fougberg Ullevi FK     |
| Damernas 5000 m         | Isabellah Andersson Hässelby SK  | Isabellah Andersson Hässelby SK  | Ida Nilsson Högby IF            | Ida Nilsson Högby IF            | Lisa Blommé Hässelby SK          | Lisa Blommé Hässelby SK          |
| Damernas 10 000 m       | Isabellah Andersson Hässelby SK  | Isabellah Andersson Hässelby SK  | Anna von Schenck Hässelby SK    | Anna von Schenck Hässelby SK    | Karin Sennvall Hässelby SK       | Karin Sennvall Hässelby SK       |
| Damernas 100 m häck     | Emma Magnusson IFK Växjö         | Emma Magnusson IFK Växjö         | Jessica Samuelsson Hässelby SK  | Jessica Samuelsson Hässelby SK  | Elin Westerlund KA 2 IF          | Elin Westerlund KA 2 IF          |
| Damernas 400 m häck     | Ulrika Johansson IFK Växjö       | Ulrika Johansson IFK Växjö       | Frida Persson Hammarby IF       | Frida Persson Hammarby IF       | Stine Tomb Hammarby IF           | Stine Tomb Hammarby IF           |
| Damernas 3000 m hinder  | Ulrika Flodin Rånäs 4H           | Ulrika Flodin Rånäs 4H           | Ida Nilsson Högby IF            | Ida Nilsson Högby IF            | Lina Alainentalo Hässelby SK     | Lina Alainentalo Hässelby SK     |
| Damernas höjdhopp       | Emma Green Örgryte IS            | Emma Green Örgryte IS            | Erika Wiklund Trångsvikens IF   | Erika Wiklund Trångsvikens IF   | Ellen Björklund IFK Lund         | Ellen Björklund IFK Lund         |
| Damernas stavhopp       | Michaela Meijer Örgryte IS       | Michaela Meijer Örgryte IS       | Hanna-Mia Persson IFK Växjö     | Hanna-Mia Persson IFK Växjö     | Petra Olsen Malmö AI             | Petra Olsen Malmö AI             |
| Damernas längdhopp      | Jessica Samuelsson Hässelby SK   | Jessica Samuelsson Hässelby SK   | Linda Berntsson Mölndals AIK    | Linda Berntsson Mölndals AIK    | Malin Olsson Malmö AI            | Malin Olsson Malmö AI            |
| Damernas tresteg        | Angelica Ström Gefle IF          | Angelica Ström Gefle IF          | Kristin Franke Björkman IF Göta | Kristin Franke Björkman IF Göta | Lynn Johnsson Ullevi FK          | Lynn Johnsson Ullevi FK          |
| Damernas kula           | Helena Engman Riviera FI         | Helena Engman Riviera FI         | Carolina Hjelt Huddinge AIS     | Carolina Hjelt Huddinge AIS     | Catarina Andersson Hässelby SK   | Catarina Andersson Hässelby SK   |
| Damernas diskus         | Anna Söderberg Ullevi FK         | Anna Söderberg Ullevi FK         | Sofia Larsson IF Göta           | Sofia Larsson IF Göta           | Anna-Karin Svensson Ullevi FK    | Anna-Karin Svensson Ullevi FK    |
| Damernas slägga         | Cecilia Nilsson Råby-Rekarne FIF | Cecilia Nilsson Råby-Rekarne FIF | Tracey Andersson IFK Trelleborg | Tracey Andersson IFK Trelleborg | Marie Hilmersson Falu IK         | Marie Hilmersson Falu IK         |
| Damernas spjut          | Annika Petersson Gefle IF        | Annika Petersson Gefle IF        | Anna Wessman IFK Växjö          | Anna Wessman IFK Växjö          | Malin Andersson Heleneholms IF   | Malin Andersson Heleneholms IF   |

### Kanotpolo
| Gren   | Guld                    | Guld                    | Silver             | Silver             | Brons                | Brons                |
| ------ | ----------------------- | ----------------------- | ------------------ | ------------------ | -------------------- | -------------------- |
| Herrar | Studentidrotten i Luleå | Studentidrotten i Luleå | Köpings kanotklubb | Köpings kanotklubb | Linköping            | Linköping            |
| Damer  | Studentidrotten i Luleå | Studentidrotten i Luleå | Köpings kanotklubb | Köpings kanotklubb | Uppsala paddlarklubb | Uppsala paddlarklubb |

### Segling
| Gren              | Guld                                           | Guld                                           | Silver                                          | Silver                                          | Brons                                           | Brons                                           |
| ----------------- | ---------------------------------------------- | ---------------------------------------------- | ----------------------------------------------- | ----------------------------------------------- | ----------------------------------------------- | ----------------------------------------------- |
| Kona, öppen       | Ulf Antonsson VASS                             | Ulf Antonsson VASS                             | Björn Holm KSSS                                 | Björn Holm KSSS                                 | Adam Holm KSSS                                  | Adam Holm KSSS                                  |
| Laser, herr       | Jesper Stålheim KSSS                           | Jesper Stålheim KSSS                           | Johan Wigforss GKSS                             | Johan Wigforss GKSS                             | Kristian Ruth Asker Seilforening                | Kristian Ruth Asker Seilforening                |
| Laser Radial, dam | Cathrine M. Gjerpen KNS                        | Cathrine M. Gjerpen KNS                        | Sara Sigvardsdotter GKSS                        | Sara Sigvardsdotter GKSS                        | Matilda Salminen SS Pinhättan                   | Matilda Salminen SS Pinhättan                   |
| 470, dam          | Lisa Ericson Astrid Gabrielsson GKSS           | Lisa Ericson Astrid Gabrielsson GKSS           | Ingrid Söderström Linnea Wennergren GKSS        | Ingrid Söderström Linnea Wennergren GKSS        | Karin Söderström Martina Söderbom GKSS          | Karin Söderström Martina Söderbom GKSS          |
| 470, herr         | Anton Dahlberg Sebastian Östling KSSS          | Anton Dahlberg Sebastian Östling KSSS          | Victor Bergstrom Marcus Dackhammar GKSS         | Victor Bergstrom Marcus Dackhammar GKSS         | Filip Bolmgren Emil Malmström GKSS              | Filip Bolmgren Emil Malmström GKSS              |
| Formula 18, öppen | Martin Strandberg Johan Örtendahl MSS          | Martin Strandberg Johan Örtendahl MSS          | Pontus Johansson Daniel Winberg KSSS            | Pontus Johansson Daniel Winberg KSSS            | Johan Gnosspelius Roger Bodén KSSS              | Johan Gnosspelius Roger Bodén KSSS              |
| CB66, öppen       | Carl P Sylvan Håkan Abenius Sara Engström LESS | Carl P Sylvan Håkan Abenius Sara Engström LESS | Fredrik Åstrand Stefan Blom Crister Sörvik STSS | Fredrik Åstrand Stefan Blom Crister Sörvik STSS | Niklas Stenum Markus Wallentin Janne Drotz SSVE | Niklas Stenum Markus Wallentin Janne Drotz SSVE |

### Squash
| Gren             | Guld                                           | Guld                                           | Silver                                        | Silver                                        | Brons                                       | Brons                                      |
| ---------------- | ---------------------------------------------- | ---------------------------------------------- | --------------------------------------------- | --------------------------------------------- | ------------------------------------------- | ------------------------------------------ |
| Herrarnas dubbel | Sebastian Viktor Joakim Larsson Malmö SRC      | Sebastian Viktor Joakim Larsson Malmö SRC      | Fabian Jacobsson Chai Forsström Team Göteborg | Fabian Jacobsson Chai Forsström Team Göteborg | Björn Almström Robert Henning Malmö SRC     | Björn Almström Robert Henning Malmö SRC    |
| Herrarnas dubbel | Sebastian Viktor Joakim Larsson Malmö SRC      | Sebastian Viktor Joakim Larsson Malmö SRC      | Fabian Jacobsson Chai Forsström Team Göteborg | Fabian Jacobsson Chai Forsström Team Göteborg | Ola Jangbecker Pieter Sjösten Malmö SRC     |                                            |
| Mixeddubbel      | Lovisa Forstadius Carl Löfvenborg Roslagen SRC | Lovisa Forstadius Carl Löfvenborg Roslagen SRC | Helena Forsback Dan Forsback Roslagen SRC     | Helena Forsback Dan Forsback Roslagen SRC     | Lena Arleklo Christoffer Ohlsson Malmö SRC  | Lena Arleklo Christoffer Ohlsson Malmö SRC |
| Mixeddubbel      | Lovisa Forstadius Carl Löfvenborg Roslagen SRC | Lovisa Forstadius Carl Löfvenborg Roslagen SRC | Helena Forsback Dan Forsback Roslagen SRC     | Helena Forsback Dan Forsback Roslagen SRC     | Helene Berg Carl-Henrik Ronge Team Göteborg |                                            |